# Zemo Kuri
Zemo Kuri (en georgiano: ზემო ყური) o Zemojur (en osetio: Земохъур) es un pueblo que pertenece a la parcialmente reconocida República de Osetia del Sur, parte del distrito de Leningor, aunque de iure pertenece al municipio de Ajalgori de la región de Mtsjeta-Mtianeti de Georgia.

## Geografía
Zemo Kuri se encuentra en la llanura de Tiriponi, a 100 km de Ajalgori. La aldea se administra desde el pueblo de Tsinagari.     

## Historia
Durante el Imperio ruso, formó parte de la sección Mejvriskhevi del uyezd de Gori, en la gobernación de Tiflis.
Según la división administrativa de la República Socialista Soviética de Georgia, Zemo Kuri pertenecía al consejo de la aldea de Leningor del óblast autónomo de Osetia del Sur.
Durante la duración del conflicto georgiano-osetio y también tras la victoria rusa en la guerra ruso-georgiana de 2008, con la que las de facto autoridades de Osetia del Sur establecieron el control sobre el municipio de Ajalgori, Zemo Kuri formaba parte del territorio controlado por las autoridades de la República de Osetia del Sur. 

## Demografía
La evolución demográfica de Zemo Kuri entre 1908 y 1989 fue la siguiente:
| 125                                                      | 133 | 165 | 185 | 116 | 112 | 127 | 97 |
| (Fuente: Population of South Ossetia since Soviet times) |     |     |     |     |     |     |    |

Según el censo soviético de 1959, la mayoría de la población local eran osetios.